# 尼古洛·馬基雅維利
尼古洛·迪·贝尔纳多·代·马基雅维利（義大利語：Niccolò di Bernardo dei Machiavelli；1469年5月3日—1527年6月21日），意大利政治學家、哲學家、歷史學家、外交官。他是意大利文藝復興时期的重要人物，被稱為「近代政治學之父」，在政治哲學領域具代表性，他所著的《君主論》（又作《君主論》）一書提出了現實主義的政治理論，其中“政治無道德”的權術思想，被人稱為「馬基雅維利主義」。另一著作《李維論》则提及了共和主義理論。他的《戰爭的藝術》一書，則論了兵役制度、練兵之法、行軍、宿營、作戰、工程等軍事問題。

## 生涯
馬基雅維利生於義大利佛羅倫薩，父亲曾是一名律师，有兩姊一弟。後人對於馬基雅維利的幼年時期所知不多，但他顯然受過了相當完整的拉丁文和義大利文教育。

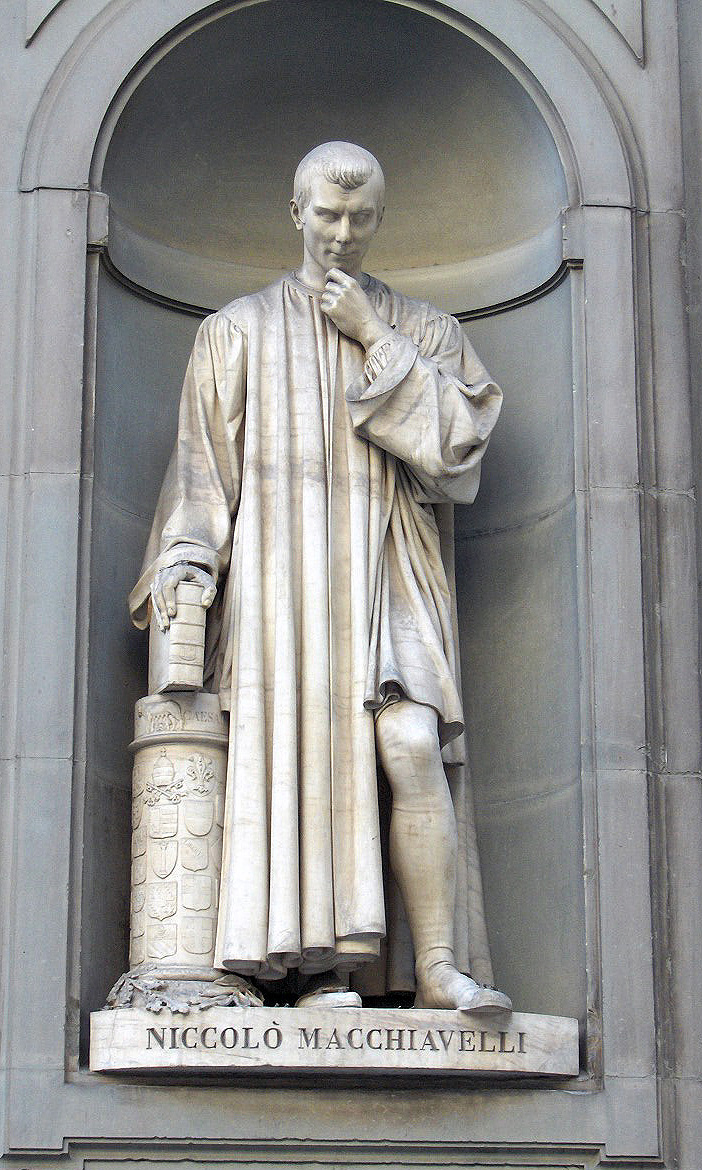
在佛羅倫斯的馬基維利塑像。

馬基雅維利生時正值亂世，教宗國是最強大的軍事勢力，富有的義大利城邦一個接著一個的被外國強權如法國、西班牙和神聖羅馬帝國攻占。當時各大強國之間的合縱連橫變化不斷，傭兵軍團經常在一夕之間便轉換陣營，地方政府也常在數周之間建立或瓦解。在1527年羅馬市還遭到神聖羅馬帝國的軍隊洗劫，這是12世紀以來羅馬第一次被德意志的軍隊入侵。繁榮的羅馬城市如佛羅倫薩和熱那亞也在同一年遭到相同命運，雖然馬基雅維利在佛羅倫斯遭到洗劫時便去世了。不過也正因为在這樣的環境下，馬基雅維利培養出了分析他周遭乃至全世界發生的政治和軍事事件的智慧。
在1494年，統治佛羅倫薩長達六十年的美第奇家族被推翻，接著由反抗教宗亞歷山大六世的修士薩佛納羅拉成立共和國，領導長達四年，由於薩佛納羅拉施政嚴厲，苛待百姓，後遭推翻，還被以火刑燒死。之後由索德利尼繼續统領佛羅倫斯共和國。1498年馬基雅维利出任佛罗伦萨共和国第二国务厅的长官，兼任共和国自由和平十人委员会秘书（Secretary of the Ten on Liberty and Peace），负责外交和国防，经常出使各国，拜见过众多掌权的政治领袖，因而成为佛罗伦萨首席执政官的心腹。他看到佛罗伦萨的雇佣军军纪松弛，极力主张建立本国的国民军。1505年佛罗伦萨通过建立国民军的立法，成立国民军九人指挥委员会，馬基雅维利担任委员会秘书，在1506建立一支小型民兵部隊并在征服比萨的战争中，率领军队，亲临前线指挥作战，最终在1509年迫使比萨投降佛罗伦萨。在神圣罗马帝国皇帝和教宗陷入矛盾期间，他到处出使游说，力图使其和解，避免将佛罗伦萨拖入战争，并加强武装以图自卫。也是在這段時期馬基維利認識了另一位義大利的政治家和軍人切薩雷·博吉亞，领略到他在擴展領土上採用的各種策略和統治手段之后，對他相當欽佩。
然而到了1512年8月馬基維利前往比萨时，經過一連串複雜的戰役和外交角力後，美第奇家族在儒略二世的軍隊支援下攻陷了佛羅倫薩，共和國隨之瓦解。喬凡尼·麥地奇（後当选教宗，为李奧十世）成为佛罗伦萨大公，身為共和國高官的馬基雅維利喪失了一切职务，並在1513年以密謀叛變為罪名遭收入监狱，受到刑求拷打，但最终被释放。此时他已然一贫如洗，于是在距佛羅倫斯城7哩遠的聖安德里亞（Sant'Andrea）隐居，开始进行写作，在他给朋友的一封信中这样描述道：
“傍晚时分，我回到家中的书桌旁，在门口我脱掉沾满灰土的农民的衣服，换上我贵族的宫廷服，此刻又回到古老的宫廷，遇见过去见过的人们，他们热情地欢迎我，为我提供单人的食物。我無所拘束和他们交谈，詢問他們採取各種政治行動的理由，他们也宽厚地回答我。在这四个小時之中，我没有感到一丝疲倦，忘却所有的烦恼。此时贫穷没有使我沮丧，死亡也没能让我恐惧，我融入了這些大人物的世界裡。因为但丁曾经说过：
从学习中产生的知识将永存，
而其他的事不会有结果。
我记下与他们的谈话，编写一本关于君主的小册子，我倾注了我的全部想法，同时也考虑到他们的臣民，讨论君主究竟是什麽？都有什麽类型的君主？怎样去理解？怎样保持君主的位置？为什麽会丢掉王位？对于君主，尤其是新任的君主，如果我有任何新的思路能让你永远高兴，肯定不会让你不高兴，一定会受到欢迎。”
在此期间，他完成了两部名著《君主论》和《论李维》。
《君主论》是獻給洛伦佐二世·德·美第奇的鉅著，洛伦佐死后，主教朱理·美第奇统治佛罗伦萨，立志改革政治，征询馬基雅维利意见。1523年朱理当选教宗，为克莱芒七世，重新重用馬基雅維利，让他编写《佛罗伦萨史》。馬基雅维利後将新书献给教宗，获得120金币的赏赐，并起用他为城防委员会书记，加入教宗的军队和神圣罗马帝国皇帝作战。

他在《佛罗伦萨史》中描述当时的佛罗伦萨人：

「他们在穿着和日常生活上，比他们的先辈更自由，在其他方面花费更多，花费在休闲、游戏和女人上的时间和金钱更多，他们的主要目的是拥有更好的穿着，有更文雅的谈吐。谁能以最精明的方式伤害他人，谁就是最能干的人。」

1527年，佛罗伦萨恢复共和，馬基雅维利想继续为佛罗伦萨共和国效力，但因为他曾效力于美第奇家族，不被共和国任用，最终郁悒成疾，58岁即离世。

## 著作

### 君主論
《君主论》是馬基雅維利最知名的著作，但克里斯汀·高斯（Christian Gauss）在引言中在認為本書並不能使人了解馬基雅維利政治思想的全部，又言「對於馬基雅維利可謂不幸，因為這本書迅速地壓倒了其他所有著作，而使他的大名完全依賴在這一本書上。」:123
在此書中馬基雅維利闡述了一個君主（統治者）應該採用怎樣的統治手段才能保住自己的政權。書中人性本惡的部分類似中國荀子、先秦法家思想，尤其在論證“君主應該不擇手段達到目的”這一命題時，和韓非子繼承申不害提出的“重術”觀點不謀而合。:123馬基維利所假設的人性本惡也反映出他認為必須使用殘忍權力才能達成實際目標的主張。君王不該對於其臣民抱有完全的信賴和信任。
然而此書中馬基雅維利更加創舉的部份在與其對「新君主」（principe nuovo）現象的關注和論述，認為因世襲而來的君主由於人民已經習慣了舊政權，統治困難比新君主要來的少，世襲君主要做的只是小心維持其既有的制度；而新君主為了維持其奪取的土地，建構一套新的而恆久的權力架構則不是一件簡單的事；馬基雅維利對此總結，為了穩定政權，君主在公眾上必須保持完美的名聲，但在私底下則必須採取許多本質邪惡的政治手段。
與其他著作不同的是，《君主論》並沒有告訴讀者一個理想的君主或王國應該是什么樣子。馬基雅維利透過众多例子解釋了哪些君主得以成功的取得统治並保持權力，這些例子來自於他在擔任佛羅倫斯外交官時對各國政局的觀察和對古代歷史的研究。他的著作也代表了意大利文藝復興的高潮，他在書中大量採用來自古代文獻的歷史例子。
如是不謹慎研讀馬基雅維利的論點，讀者經常會以為《君主論》一書的中心思想是「為達目的而可以不擇手段」—這其實是一種目的論的哲學觀點，亦即只要目的正當，所有的邪惡手段也都是正當的。然而這只是對於馬基維利的誤读，因為馬基維利也指出了邪惡手段的一些限制，首先，他指出只有維持穩定和繁榮才是國家可以追求的正當目標，個人為了其利益而不擇手段則不是正當的目標，而且也不能正當化邪惡的手段。再者，馬基維利並沒有完全否定道德的存在，也並非鼓吹完全的自私或墮落。馬基維利明白澄清了他的定義，以及採取殘忍手段的前提（必須要快速、有效、而且短期）。儘管如此，天主教會仍將《君主論》一書列入禁書名單，後來一些人道主義者如伊拉斯謨也大力批評這本書。
《君主論》一書在政治思想史上的主要貢獻是徹底分割了現實主義與理想主義。雖然馬基雅維利也強調道德的重要性，但君主所應該做的是將善良與邪惡作為一種奪取權力的手段，而不是目標本身。一個聰明的君主會妥善的平衡善良與邪惡。
實用主義是馬基雅維利在整本著作中所遵循的主要原則，一個君王應該將其作為奪取和維持權力的方針指引。不同于柏拉圖和亞里士多德，「理想的社會」並不是馬基維利的目標。事實上，馬基維利強調應該在必要時使用殘忍的權力或獎賞，以維持統治的現狀。
马基雅维利对于政治家如此评论：他背信弃义，掩盖真相，文过饰非，歪曲事实，以维持正义的表象，正义尽管没有实现，但永远是他矢言争取的目标。
马基雅维利之前以及之后许多思想家其实都对于国家有相同的认知：国家不是不道德，而是非道德；它有一半是在道德范围之外的！

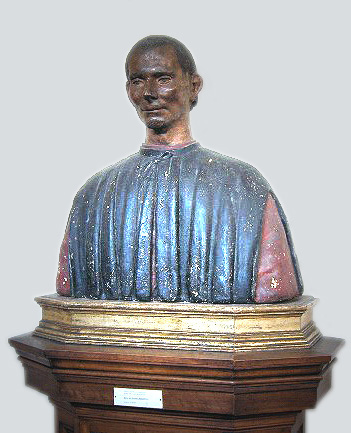
馬基維利的半身塑像。

### 李維論
《君主論》一書是馬基雅維利用以闡述君主治國之道的著作，而《李維論》則是他用以为共和國政體辯護的，集中了他全部共和政治思想的精華，《李維論》也因此而被認為是《君王論》的姊妹篇。
《李維論》是對李维《羅馬史》前十卷的研析，馬基雅維利总结了一系列的歷史教訓，描述了共和國應該如何成立、架構，涵盖了對權力制衡、政治權力分立的好處、以及共和國比君主國優秀之處。在《李維論》一书中，马基雅维利的政治哲学初露端倪，对之后法国的卢梭产生了深远的影响。在《民約論》中，卢梭就多次引用了马基维利的著作。

### 其他的著作
- 《兵法》 （Dell'arte della guerra） 1519-1520
- 《关于日耳曼国家的报告》 （Ritratti delle cose dell'Alemagna） 1508-1512
- 《关于法国的报告》 （Ritratti delle cose di Francia） 1510
- 《佛罗伦萨史》 （Istorie fiorentine） 1521-1525
- 《陰謀論》

#### 剧本
- 《曼陀罗》 （La Mandragola） 1518
- 《克丽齐娅》 （Clizia） 1525

#### 诗歌
- 《十年记》 （Decennali） 1504
- 《金驴记》 （L'asino） 1517-1518
- 《歌四章》 （I capitoli）
- 《狂欢节之歌》（Canti carnascialeschi） 1502-1524

#### 散文
- 《贝尔法哥》 （Belfagor arcidiavolo） 1518-1527
- 《玩乐协会章程》 （Capitoli per una compagnia di piacere）
- 《劝忏悔》 （Esortazione alla penitenza）
- 《非洲迫害史》 （Libro delle presecutione d' Africa）
- 《佛罗伦萨人物品格》 （Nature di uomini fiorentini） 1520
- 《杂谚》 （Sentenze diverse）
- 《关于语言的对话》 （Discorso o dialogo intorno alla nostra lingua） 1515-1516
- 《卡斯特鲁乔·卡斯特拉卡尼传》 （Vita di Castruccio Castracani）

## 外部連結
- Il Principe at MetaLibri Digital Library.
- 馬基維利：史丹佛哲學百科傳記 （页面存档备份，存于）
- eMachiavelli.com （页面存档备份，存于） 著作全文和概述
- 尼古洛·马基雅弗利的作品  - 古騰堡計劃
- Works by Niccolò Machiavelli （页面存档备份，存于） 著作全文